# Иванешти (Иванешти)
Иванешти (рум. Ivănești) насеље је у Румунији у округу Васлуј у општини Иванешти. Oпштина се налази на надморској висини од 177 m.

## Становништво
Према подацима из 2011. године у насељу је живело 1308 становника.